# ISO 3166-2:KY
ISO 3166-2:KYはISOの3166-2規格のうち、KYで始まるものである。イギリスの海外領土・ケイマン諸島の行政区分コードを意味する。ケイマン諸島はISO 3166-1(ISO 3166-1 alpha-2)で、KYを国コードとして割り振られている。ケイマン諸島ではISO 3166-2:KYに対応する行政区分コードの割り当てはない。